# Diofantisk approximation
Inom matematiken är Diofantisk approximation, uppkallat efter Diofantos, ett delområde av talteori som studerar approximeringen av reella tal med rationella tal. 
Det första problemet är att veta hur noggrant ett givet reellt tal kan approximeras med rationella tal. Ett bråk a/b är en bra approximation av det rella talet α om absoluta värdet av deras differens inte kan minskas med att ersätta a/b med ett annat bråk med mindre nämnare. Problemet löstes på 1700-talet med hjälp av kedjebråk.  
Diofantisk approximation är nära relaterat till transcendensteori. Diofantisk approximation kan också användas i studien av Diofantiska ekvationer.